# خدایان زیرین
خدایان زیرین یا خدایان پایین (انگلیسی: Di inferi) مجموعه‌ای به مانند سایه از خدایان روم باستان  مرتبط با مرگ و عالم اموات بودند.  این عنوان به مجموعه ای از ارواح اجدادی داده می‌شود. مجموعه ای از ارواح اجدادی محتمل‌ترین منشأ کلمه Manes از manus یا manis  به معنای «خوب» یا «مهربان» است، که روشی خوشایند برای صحبت از خدایان زیر بود تا از توانایی آنها برای آسیب رساندن یا ایجاد ترس جلوگیری شود.

## فهرست خدایان عالم اموات
فهرست زیر شامل خدایانی است که تصور می‌شد در عالم اموات زندگی می‌کنند، یا کارکردهایشان آنها را به‌عنوان چتونیک در درجه اول یا مهم نشان می‌دهد یا به مرگ مربوط می‌شوند. آنها معمولاً قربانی های شبانه یا حیوانات تیره رنگ را به عنوان قربانی دریافت می کنند. سایر خدایان ممکن است جنبه ثانویه یا مورد مناقشه داشته باشند. آداب و رسوم مربوط به مارس (اسطوره)، به ویژه به شکلی تحت تأثیر دین اتروسک نقشی را در چرخه تولد و مرگ نشان می دهد. مرکوری (اسطوره) به عنوان یک راهنمای روان‌ها بین قلمروهای جهان بالا و زیرزمین حرکت می‌کند. خدای کشاورزی کنسوس قربانگاهی داشت که در زیر زمین بود، مانند دیس و پروسرپینا. فهرست خدایان رومی تولد و دوران کودکی اغلب مانند خدایان مرگ پرورش می‌یابند، با پیشکش‌های شبانه که دیدگاه الهیاتی از تولد و مرگ را به‌عنوان یک چرخه نشان می‌دهند.
خدایان فهرست شده در زیر نباید به عنوان مجموعا تشکیل دهنده «دی اینفری» تلقی شوند که هویت فردی آنها مبهم است.
- دیس پاتر یا دیس پاتر (پدر دیس)، معادل رومی یونانی پلوتون (اسطوره)، که به عنوان یک زوج الهی با پروزرپینا ریاست زندگی پس از مرگ را بر عهده داشت.
- فبروس، خدای تطهیر و مرگ اتروسکی، جذب پانتئون روم
- هکاته یا دیانا (سه راه)، جنبه ای از الهه سه گانه، همراه با لونا (ایزد بانو) و پروسرپینا، اقتباس شده در رم.
- لمورها مرده بدخواه
- Libitina، یکی از ایندیجیتامنتا مرتبط با مرگ و عالم اموات
- مینیز، ارواح مردگان
- Mana Genita
- ماتر لاروم (مادر لارس ها)، الهه ای از هویت مبهم و انجمن های دنیای اموات که به طور مختلف به عنوان Larunda یا Dea Tacita (الهه خاموش) شناخته می شود. یا موتا (الهه لال)
- مرس، تشخیص (آرایه ادبی) مرگ
- ننیا دئا، الهه نوحه جنازه
- ارکوس، خدای باستانی عالم اموات که نامش برای خود عالم اموات نیز به کار می رفت. مقایسه هادس
- Parca Maurtia یا مورتا، یکی از سه سرنوشتی که مرگ و میر را تعیین می کند.
- پروسپینا، دختر سرس (اسطوره) و ملکه عالم اموات به همراه شوهرش دیس. همچنین Erecura
- اربوس، خدای تاریکی. یونانی اربوس;  سایه و یکی از ایزدان اولین یونان.
- Summanus، خدای رعد و برق شبانه که بعدها با پلوتون شناسایی شد
- وجوویس، یک خدای باستانی مبهم، شاید یک خدای قدیمی ژوپیتر